# Газетный переулок (Ростов-на-Дону)
Газе́тный переу́лок — переулок в центре Ростова-на-Дону, направление с юга на север.

## География
Начинается от Береговой улицы (напротив причала № 19) и заканчивается Т-образным перекрестком с улицей Варфоломеева. От Береговой улицы до Донской улицы является пешеходным. Примерно по середине переулок разделён Пушкинской улицей. Нумерация домов возрастает с юга на север.

## История
Газетный переулок до Октябрьской революции назывался Казанским, по названию церкви, располагавшейся между Никольской и Казанской улицами (ныне улицы Социалистическая и Серафимовича). Газетным назван после революции. В Казанском переулке, от Тургеневской до Большой Садовой, охотно селились юристы, врачи, строительные подрядчики. Место считалось престижным.
Во времена НЭПа за Газетным переулком закрепилась слава района «красных фонарей»: предприимчивые старушки сдавали там свои комнаты проституткам целыми кварталами. Эта веха истории Газетного переулка закончилась после 1926 года. Всех проституток из Газетного отловили и организованно отправили на Соловки.

## В Газетном расположены

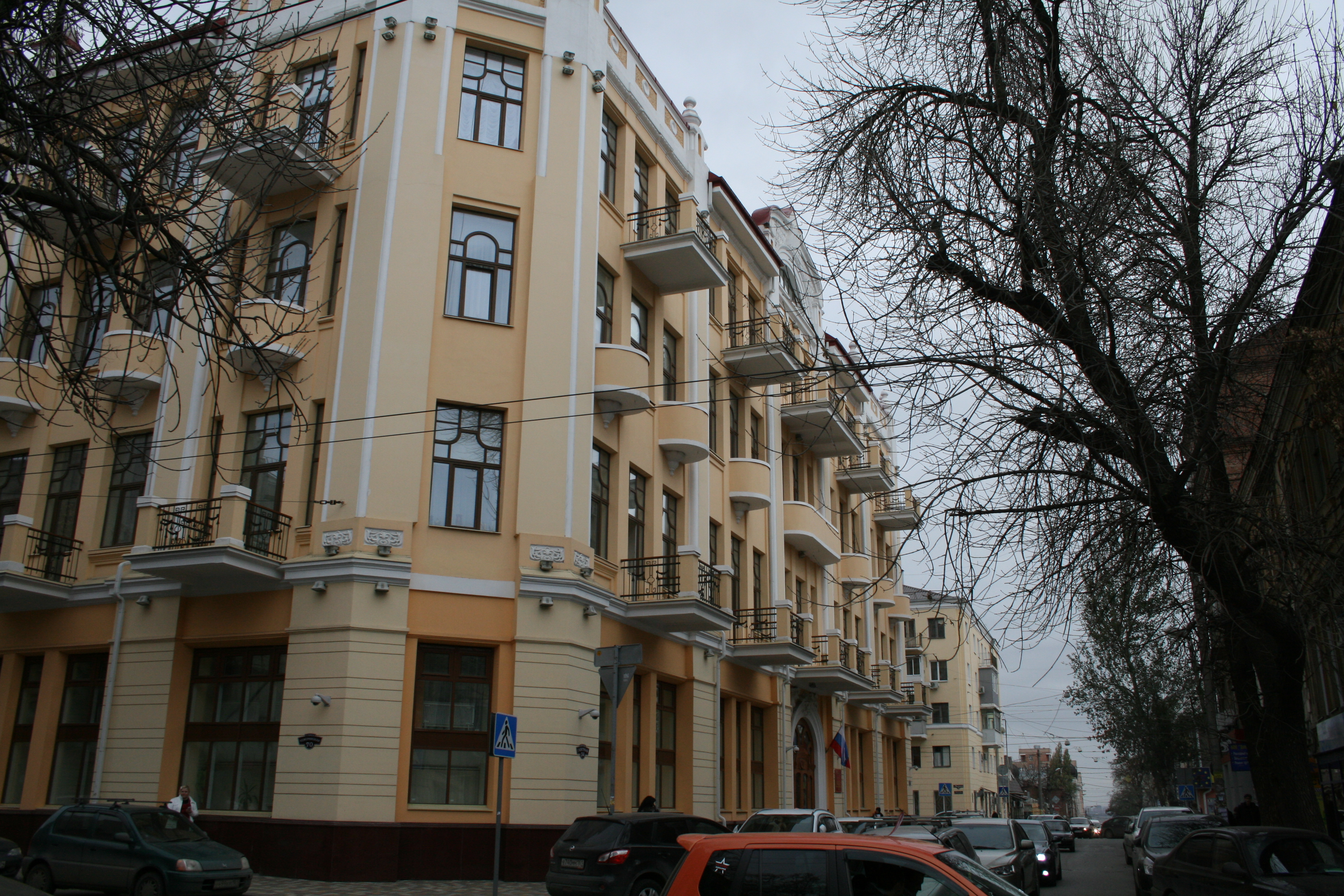
Дом Срабионова

Памятная доска Юрию Жданову на доме 56

Памятная доска на арке на пересечении Газетного переулка и Красноармейской улицы

- Газетный, 8 — Дом Врангеля (архитектор Н. А. Дорошенко)
- Газетный, 9 — проживал поэт Рюрик Рок
- Газетный, 18 — Солдатская синагога (архитектор Э. Шульман[3])
- Газетный, 25 — Дом Волкенштейна
- Газетный, 32 — в этом доме жил актёр и режиссёр Александр Кайдановский
- Газетный, 34/70 — Дом Срабионова (гостиница «Петроград»)
- Газетный, 39 — Доходный дом М. О. Кулакова
- Газетный, 44 — Доходный дом доктора П. Г. Португалова (здесь родился музыкальный педагог Витольд Португалов).
- Газетный, 45 — Доходный дом А. П. Машонкина
- Газетный, 46 — Туалет на Газетном[4]
- Газетный, 47-б — Дом Н. Ф. Солодова / Дом учителя (архитектор Н. А. Дорошенко)
- Газетный, 56 — проживал учёный Юрий Жданов
- Газетный, 60 — Галерея ZHDANOV[5][6]
- Газетный, 84 — Rock-&-Roll cafe «Асмолов» (здание Табачной фабрики)